# Бэрх
Бэрх (монг. Бэрх, «трудный») — город в аймаке Хэнтий на территории сомона Батноров на востоке Монголии.

## Население
На конец 2006 года население составляет 3890 человек.

## Экономика
В результате массированной помощи СССР в городе была сооружена шахта по добыче флюорита, месторождения которого были разведаны советскими геологами в 1950-х годах, в 1973 году было создано Советско-Монгольское совместное предприятие (ныне Монголросцветмет).
В 2007 году поголовье скота, находящегося в собственности горожан, составляло около 42 000 голов, однако в окрестностях города недостаточно пастбищ для такого количества скота.